# 与我结婚
是一部2022年美国浪漫喜劇劇情片，由凱特·寇伊若执导，约翰·罗杰斯、塔米·萨格和哈珀·迪尔根据鲍比·克罗斯比的同名漫画小说改编剧本。这部电影由詹妮弗·洛佩兹、欧文·威尔逊、馬盧瑪、约翰·布拉德利和莎拉·席爾蔓主演。
本片在2019年10月至11月拍摄后，于2022年2月11日由环球影业院線发行，並同步上線孔雀。

## 劇情
本片講述音樂巨星凱特·瓦爾迪茲和巴斯蒂安將在全球粉絲面前結婚，但當凱特在發誓前幾秒鐘得知巴斯蒂安不忠時，卻決定嫁給人群中素不相識的查理。

## 演員
- 詹妮弗·洛佩兹飾演卡塔利娜·“凱特”·瓦爾迪茲
- 欧文·威尔逊飾演查理·吉爾伯特
- 馬盧瑪飾演巴斯蒂安
- 约翰·布拉德利飾演科林·卡洛威
- 莎拉·席爾蔓飾演帕克·德布斯
- 克洛伊·科尔曼飾演露·吉爾伯特
- 米歇尔·布托飾演瑪莉莎
- 瑞奇·吉拉特飾演喬納森·皮茨
- 斯蒂芬·沃勒姆飾演乔纳森·皮茨
- 贾米拉·贾米尔飾演
- 吉米·法伦飾演他自己阿尼卡
- 烏特卡什·安邦德卡爾飾演曼尼教练

## 評價
本片在影評人和觀眾之間獲得的評價褒貶不一，爛番茄根據213條評論，本片獲得61%的新鮮度，平均得分5.6／10，該網站的共識評價中寫道：「愚蠢的故事線耗在老套和借用的概念，但是電影本身適合讓說出『我願意』這件事情變得更加容易」，觀眾投票部分則獲得92%的分數，平均得分為4.5／5，觀眾給予的評語稱本片「甜蜜、輕快、有趣，《与我结婚》讓珍妮佛·羅培茲充分活用她的才華，還有她和歐文·威爾森之間的化學效應」。在Metacritic上，電影根據46條專業影評的評論，獲得平均分數51分（滿分100分）。

## 外部連結
- 官方网站
- 互联网电影数据库（IMDb）上《与我结婚》的资料（英文）
- 爛番茄上《与我结婚》的資料（英文）
- AllMovie上《与我结婚》的资料（英文）
- Box Office Mojo上《与我结婚》的资料（英文）
- Metacritic上《与我结婚》的資料（英文）
- 開眼電影網上《与我结婚》的資料（繁體中文）
- 时光网上《与我结婚》的資料（简体中文）
- 豆瓣电影上《与我结婚》的資料 （简体中文）